# 張倫 (天順庚辰進士)
張倫（1423年—？年），字大倫，四川潼川州遂寧縣人，民籍，治《春秋》。

## 生平
閏十二月十七日生，行四。由國子生中式四川鄉試第三十七名舉人，會試中式第九名。年三十八歲中式天順四年庚辰科第三甲第八十名進士。

## 家族
曾祖張伯祥；祖張嗣原；父張鑑；母郭氏。具慶下，妻劉氏，兄大用；大誠；大節。